# Béla Lugosi
Béla Lugosi, artiestennaam van Béla Ferenc Dezső Blaskó (Lugos (Banaat, Hongarije), 20 oktober 1882 – Los Angeles (Californië), 16 augustus 1956) was een Amerikaans-Hongaars acteur. Hij is voornamelijk bekend om zijn rol in de verfilming van Bram Stokers roman Dracula uit 1931.

## Biografie
Lugosi werd geboren in dat deel van het Oostenrijk-Hongaarse Banaat dat tegenwoordig bij Roemenië behoort. Hij was de jongste van vier kinderen van een bakker, zo stond tenminste oorspronkelijk in het geboorteregister. Later werd het beroep van zijn vader doorgekrast en werd er bankier van gemaakt. Tot op heden is het nog steeds onduidelijk of het echt om een vergissing ging, of Lugosi misschien zelf heeft getracht zijn bescheiden afkomst te verdoezelen, iets wat hij later wel vaker zou doen. Lugosi was een slechte leerling en zou zijn middelbare school nooit afmaken. Eenmaal aangekomen in Amerika zou hij zelfs veinzen dat hij op de prestigieuze universiteit van Oxford had gestudeerd.
Voor de Eerste Wereldoorlog begon hij in Hongarije zijn acteercarrière op het toneel met verscheidene Shakespeare-stukken. Al snel werd hij een van de meest gerespecteerde acteurs op de planken van Boedapest en werd ook wel 'de Oost-Europese Laurence Olivier' genoemd. Tijdens de oorlog was hij officier in het Oostenrijks-Hongaarse leger. Hij ontmoette in deze periode zijn eerste vrouw, Ilona Szmik. In 1919 verhuisde hij samen met haar naar Duitsland waar hij een paar jaar filmwerk verrichtte. Hij speelde er onder meer mee in Der Januskopf uit 1920, een verloren gegane film van Friedrich Wilhelm Murnau en meteen de eerste bewerking van Dr. Jeckyll and Mr. Hyde. Een jaar later zou diezelfde regisseur ook Nosferatu maken, meteen de eerste verfilming van het Dracula-verhaal. Het huwelijk met Szmik hield niet lang stand en liep op de klippen toen zij besloot terug naar Boedapest te trekken. Ondanks een sterke reputatie in Duitsland besloot Lugosi naar Amerika te emigreren om er zijn geluk te beproeven.
In 1920 kwam Lugosi aan in New Orleans, berooid en de Engelse taal niet machtig. In december van dat jaar kwam hij in New York aan, waar hij een theatergezelschap stichtte in de Hongaarse gemeenschap: The Red Poppy (De Rode Papaver). In 1931 werd hij Amerikaans staatsburger.
Ook in de VS deed hij filmacteerwerk (hij speelde zijn eerste Amerikaanse filmrol in 1923), maar ook nog steeds toneeluitvoeringen. Voor hij wereldberoemd werd met zijn vertolking van Graaf Dracula in een filmproductie van Bram Stokers klassieke vampierverhaal, vertolkte hij deze rol reeds in het gelijknamige toneelstuk op Broadway. Men kon zich namelijk geen grote namen veroorloven om als de graaf in te zetten en Lugosi voldeed perfect aan de eisen: een donkere, mysterieuze vreemdeling met een voor die tijd aanzienlijke seksuele aantrekkingskracht. De rol van de graaf in de verfilming door Tod Browning uit 1931 was eerst voorbehouden voor Lon Chaney, de horrorster uit het tijdperk van de stomme films, maar door diens plotse dood (hij had keelkanker) kreeg Lugosi de rol toch te pakken. Zijn vertolking maakte van de prent - die volgens vele critici nochtans erg chaotisch en ondoordacht gefilmd werd - een overdonderend succes. Hij kreeg naar verluidt zelfs meer fanmail dan The King of Hollywood Clark Gable.
Hij ontwikkelde een reputatie als rokkenjager omdat hij vrouwen als speelgoed versleet. Hij zou talloze buitenechtelijke verhoudingen onderhouden hebben en zou vijf keer trouwen voor zijn dood in 1956. Toen hij naar Amerika trok, trouwde hij er met Ilona von Montagh. Dit huwelijk hield 2,5 jaar stand. Het volgende huwelijk, met de jonge Beatrice Weeks werd na vier dagen ontbonden. Zijn langste huwelijk werd voltrokken in 1933, met Lilian Arch, een jongedame uit een rijke Hongaars-Amerikaanse familie. Zij schonk hem een zoon, Béla Lugosi Jr.. Het huwelijk met Arch hield twintig jaar stand.
Toen eind 1931 Frankenstein in de zalen verscheen, had plotseling niemand het nog over Lugosi. Boris Karloff was de nieuwe ster aan het horrorfirmament en in de komende decennia zouden de twee acteurs een paar keer samenspelen in verschillende films, terwijl de studio's een scherpe rivaliteit tussen de twee als publiciteitsstunt voorstelde. Lugosi zou later beweren dat hij de rol van het monster van Frankenstein had geweigerd omdat hij een niet-sprekende rol te minnetjes vond voor zijn acteertalenten, maar dat werd ontkracht toen lekte dat zijn screentests er naar verluidt belachelijk uitzagen en Robert Florey - de regisseur die oorspronkelijk met Frankenstein belast was - werd ontslagen. Hoe meer Karloff en Lugosi samen speelden, hoe sterker laatstgenoemde overschaduwd zou worden.
Een andere factor die bijdroeg tot Lugosi's val in ongenade waren zijn vermoede banden met het communisme. Na de Eerste Wereldoorlog zou Lugosi een onderdeel zijn geweest van de Hongaarse afsplitsing van de Russische Communistische Partij. Over deze periode in zijn leven zou hij later erg vaag gaan doen. Hij werd zelfs even een lid van de Hongaarse regering, als hoofd van een afdeling die de rechten van theateracteurs moest beschermen. Hij vaardigde in die hoedanigheid een edict uit dat de Rode Garde van Lenin geen ondergoed van acteurs in beslag mochten nemen. Hoe ver de Communistische invloed van Lugosi reikte in Amerika is niet bekend, maar het nieuws van zijn vermoede betrokkenheid rond anti-Amerikaanse praktijken was genoeg om een schokgolf door de studio's te sturen en Lugosi op alle mogelijke zwarte lijsten te plaatsen.
Alsof hij het al niet moeilijk genoeg had om werk te vinden, betekende Frankenstein VS. The Wolf Man de definitieve doodsteek voor zijn carrière. Hierin speelt hij een soort tekenfilmversie van het monster, dat we later ook met hem zouden associëren: een houterige robot met strak vooruitgestoken armen, geenszins verband houdend met het monster dat Karloff ooit zo geniaal subtiel, maar toch onderhuids dreigend had gespeeld. Vanaf dat moment werd Lugosi van een gerespecteerd acteur herleid naar een soort kermisattractie, en trad op als graaf Dracula in low-budget toneelstukjes doorheen de Verenigde Staten. Hij mocht de rol nog een allerlaatste keer spelen in Abbott & Costello Meet Frankenstein, nog een relatief waardige afsluiter, aangezien deze prent wordt gezien als de beste horrorkomedie ooit gemaakt. In diepe financiële problemen, met een pasgeboren zoontje en een huwelijk dat op wankelen stond, begon de acteur een verslaving te ontwikkelen aan cognac en morfine. Dat werd pijnlijk duidelijk wanneer hij nog sporadisch op het scherm verscheen in tv-spotjes.
In de laatste fase van Lugosi's carrière was hij bevriend met Edward D. Wood jr.. Deze jonge regisseur wilde naam maken in Hollywood als regisseur van sciencefiction en horrorfilms, maar zou later bekend komen te staan als de slechtste Hollywoodregisseur aller tijden. Lugosi zou nog rollen spelen in Woods films Bride of the Monster en Glen or Glenda. De vriendschap tussen Wood en Lugosi werd in 1994 verfilmd door Tim Burton in zijn film Ed Wood.
In 1954 besloot Lugosi de geruchtenmolen zelf de mond te snoeren en kwam openlijk uit voor zijn morfineverslaving. Hij liet zich opnemen in een ontwenningskliniek en kwam daar succesvol weer uit, waarna hij een legendarisch interview gaf als de eerste Hollywoodacteur die ooit openlijk voor zijn drugsverslaving is uitgekomen. Inmiddels al over de 70, trouwde Lugosi nog een laatste keer op 25 augustus 1955 met Hope Lininger, een Dracula-fan in hart en nieren die hem had geschreven met het onderschrift "A Dash of Hope" (een straaltje hoop) toen hij in de ontwenningskliniek zat. Het huwelijk kwam er echter veel te vroeg, en ze zouden zeker gaan scheiden, ware het niet dat Lugosi zou overlijden voor hij de kans kreeg de papieren te tekenen.
Hij overleed op 16 augustus 1956 op 73-jarige leeftijd in zijn appartement in Hollywood aan een hartaanval. Hij stierf berooid en ongelukkig. Frank Sinatra betaalde voor zijn begrafenis. Lugosi werd overigens begraven in een volledig Dracula-kostuum.
Na zijn dood dook Lugosi nog een laatste keer op, in Ed Woods film Plan 9 from Outer Space, die later zou bekendstaan als "de slechtste film ooit gemaakt". Hij had er een klein rolletje als man die door buitenaardse wezens uit de dood wordt opgewekt. Door het onverwachts overlijden van Lugosi werd hij in sommige scènes vervangen door de chiropractor van Woods vrouw.
Over Dracula, de rol die hem beroemd zou maken maar ook enigszins beperkte in zijn artistieke kunnen, zou hij lyrisch blijven tot het einde van zijn dagen.

## Filmografie
- Nászdal (1917) - Bertram
- Az ezredes (1917) - Rol onbekend
- Leoni Leo (1917) - Leoni Leo
- A Régiséggyüjtö (1917) - Rol onbekend
- Casanova (1918) - Rol onbekend
- Tavaszi vihar (1918) - Rol onbekend
- Lulu (1918) - Rol onbekend
- Álarcosbál (1918) - Rol onbekend
- Lili (1918) - Plinchard/Generaal
- Az Élet királya (1918) - Lord Henry Wotton
- 99 (1918) - Rol onbekend
- Die Frau im Delphin, oder 30 Tage auf dem Meeresgrund (1920) - Rol onbekend
- Der Fluch der Menschheit - 1. Die Tochter der Arbeit (1920) - Roekeloze saboteur
- Die Teufelsanbeter (1920) - Rol onbekend
- Hypnose (1920) - Rol onbekend
- Der Tanz auf dem Vulkan - 1. Sybil Young (1920) - Andrew Fleurot
- Der Tanz auf dem Vulkan - 2. Der Tod des Großfürsten (1920) - Rol onbekend
- Nat Pinkerton im Kampf, 1. Teil - Das Ende des Artisten Bartolini (1920) - Bendeleider
- Der Januskopf (1920) - Dr. Warrens butler
- Lederstrumpf, 1. Teil: Der Wildtöter und Chingachgook (1920) - Chingachgook
- Der Fluch der Menschheit - 2. Im Rausche der Milliarden (1920) - Rol onbekend
- Auf den Trümmern des Paradieses (1920) - Rol onbekend
- Lederstrumpf, 2. Teil: Der Letzte der Mohikaner (1920) - Chingachook
- Die Todeskarawane (1920) - Scheik
- The Last of the Mohicans (1920) - Indiaan (Niet op aftiteling)
- Apachenrache, 3. Teil - Die verschwundene Million (1921) - Rol onbekend
- Ihre Hoheit die Tänzerin (1922) - Rol onbekend
- The Silent Command (1923) - Hisston
- The Rejected Woman (1924) - Jean Gagnon
- He Who Gets Slapped (1924) - Clown (Niet op aftiteling)
- The Midnight Girl (1925) - Nicholas Schuyler
- Daughters Who Pay (1925) - Serge Oumansky
- Punchinello (1926) - Harlekijn
- How to Handle Women (1928) - Klein rolletje (Niet op aftiteling)
- The Veiled Woman (1929) - Vermoorde suitor
- Prisoners (1929) - Brottos, nachtclubeigenaar
- The Thirteenth Chair (1929) - Inspecteur Delzante
- Such Men Are Dangerous (1930) - Dr. Erdmann
- Wild Company (1930) - Felix Brown
- Renegades (1930) - Marabout
- Viennese Nights (1930) - Graaf von Ratz, Hongaarse ambassadeur
- Oh, for a Man (1930) - Frescatti
- Dracula (1931) - Graaf Dracula
- 50 Million Frenchman (1931) - Orizon - Goochelaar (Niet op aftiteling)
- Women of All Nations (1931) - Prins Hassan (Niet op aftiteling)
- The Black Camel (1931) - Tarneverro
- Broadminded (1931) - Pancho
- Murders in the Rue Morgue (1932) - Dr. Mirakle
- White Zombie (1932) - 'Murder' Legendre Béla Lugosi in "White Zombie"

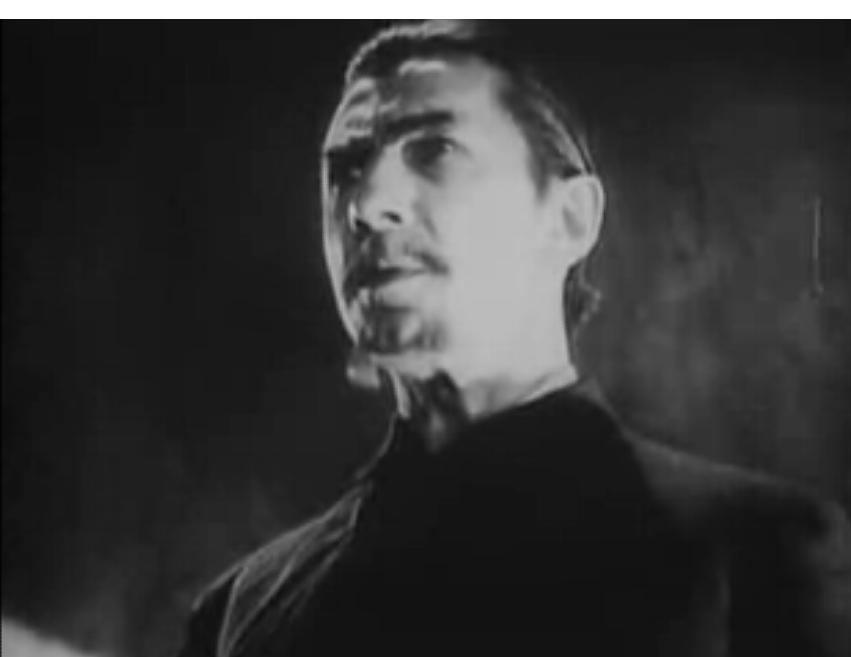
Béla Lugosi in "White Zombie"

- Chandu the Magician (1932) - Roxor
- The Death Kiss (1932) - Joseph Steiner
- Island of Lost Souls (1933) - Sayer of the Law
- The Whispering Shadow (1933) - Prof. Anton Strang
- Night of Terror (1933) - Degar
- International House (1933) - Gen. Nicholas Petronovich
- The Devil's in Love (1933) - Militair aanklager (Niet op aftiteling)
- The Black Cat (1934) - Dr. Vitus Werdegast
- Gift of Gab (1934) - Cameo-optreden
- The Return of Chandu (1934) - Frank Chandler aka Chandu de goochelaar
- The Mysterious Mr. Wong (1934) - Mr. Fu Wong aka Lysee
- The Best Man Wins (1935) - Doc Boehm
- Mark of the Vampire (1935) - Graaf Mora
- The Mystery of the Marie Celeste (1935) - Anton Lorenzen
- The Raven (1935) - Dr. Richard Vollin
- Murder by Television (1935) - Arthur Perry
- The Invisible Ray (1936) - Dr. Felix Benet
- Postal Inspector (1936) - Gregory Benez
- Shadow of Chinatown (1936) - Victor Poten
- S.O.S. Coast Guard (1937) - Boroff, alias M.A. Anderson
- The Phantom Creeps (1939) - Dr. Alex Zorka
- Son of Frankenstein (1939) - Ygor
- The Gorilla (1939) - Peters, de butler
- Ninotchka (1939) - Razinin
- The Dark Eyes of London (1940) - Dr. Feodor Orloff/Prof. John Dearborn
- The Saint's Double Trouble (1940) - De partner
- Black Friday (1940) - Eric Marnay
- The Devil Bat (1940) - Dr. Paul Carruthers
- You'll Find Out (1940) - Prins Saliano
- Invisible Ghost (1941) - Charles Kessler
- The Black Cat (1941) - Eduardo
- Spooks Run Wild (1941) - Nardo
- The Wolf Man (1941) - Bela
- Black Dragons (1942) - Dr. Melcher/Monsieur Colomb
- The Ghost of Frankenstein (1942) - Ygor
- The Corpse Vanishes (1942) - Dr. Lorenz
- Night Monster (1942) - Rolf
- Bowery at Midnight (1942) - Prof. Frederick Brenner, alias Karl Wagner
- Frankenstein Meets the Wolf Man (1943) - Monster
- The Ape Man (1943) - Dr. James Brewster
- Ghosts on the Loose (1943) - Emil
- The Return of the Vampire (1944) - Armand Tesla/Dr. Hugo Bruckner
- Voodoo Man (1944) - Dr. Richard Marlowe
- Return of the Ape Man (1944) - Prof. Dexter
- One Body Too Many (1944) - Murkil
- Zombies on Broadway (1945) - Dr. Paul Renault
- The Body Snatcher (1945) - Joseph
- Genius at Work (1946) - Stone
- Scared to Death (1947) - Prof. Leonide
- Bud Abbott Lou Costello Meet Frankenstein (1948) - Graaf Dracula
- Suspense Televisieserie - Rol onbekend (Afl., The Cask of Amontillado, 1949)
- Mother Riley Meets the Vampire (1952) - Von Housen
- Bela Lugosi Meets a Brooklyn Gorilla (1952) - Dr. Zabor
- Glen or Glenda (1953) - Wetenschapper
- Bride of the Monster (1955) - Dr. Eric Vornoff
- The Black Sleep (1956) - Casimir
- Plan 9 from Outer Space (1959) - Ghoul Man

Drie van deze projecten werden gebruikt in Mystery Science Theater 3000. The Corpse Vanishes werd gebruikt in aflevering 105. De serie The Phantom Creeps werd in meerdere afleveringen van seizoen 2 vertoond. Bride of the Monster verscheen in aflevering 423. Plan 9 from outer space werd echter niet gebruikt.

## Voetnoten
1. ↑  "Dracula sterft nooit. Hij is een zegen en een vloek."